# ريد كاروثرز
ريد كاروثرز هو لاعب كرلنغ كندي، ولد في 30 ديسمبر 1984 في وينيبيغ في كندا.

## وصلات خارجية
- ريد كاروثرز على موقع الاتحاد الدولي للكرلنغ (الإنجليزية)